# Cinte Tesino
Cinte Tesino là một đô thị tại Trentino trong vùng Trentino-Nam Tirol, có vị trí khoảng 40 km về phía đông của Trento. Tại thời điểm ngày 31 tháng 12 năm 2004, đô thị này có dân số 392 người và diện tích là 25,9 km².
Cinte Tesino giáp các đô thị: Canal San Bovo, Pieve Tesino, Castello Tesino, Scurelle, Lamon, Ospedaletto, và Grigno.